# Anton Jørgen Andersen
Anton (Jørgen/Jörgen) Andersen (Kristiansand, 10 oktober 1845 – Stockholm, 9 september 1926) was een Noors componist en cellist.
Zijn leven als cellist begon in 1864 toen hij toetrad tot het orkest van het Christiania Theater in Christiania. Een jaar later kreeg hij eenzelfde functie in het theaterorkest van Trondheim. In 1871 verhuisde hij voor zijn beroep naar Stockholm (Zweden vormde toen met Noorwegen een Personele Unie). Hij speelde tot 1905 in de Kungliga Hovkapellet, in 1876 werd hij cellist in het gelieerde kamerorkest (tot 1911). Vanaf dan gaf hij ook lessen aan het Conservatorium van Stockholm, zowel op de cello als op de contrabas (tot 1912). In 1882 werd hij lid van de Koninklijke Academie voor Muziek (Kungliga Musikaliska Akademien).
Als aankomend componist kreeg hij onderricht van Johan Lindegren (1842-1908). Een aantal werken van hem, waaronder een symfonie, is alleen geschreven voor de combinatie cello(s) en contrabas(sen. Onder zijn composities bevinden zich:
- een sonate voor cello en piano in d-mineur (Stockholm, 1877)
  - Allegro maestoso – allegro assai – maestoso
  - Adagio molto sostenuto
  - Finale, Allegro con spirito
- Noorse rapsodie voor cello en piano
- Symfonie nr. 1 in Es majeur uit 70-jaren, première door Zweedse opera
- Symfonie nr. 2 in B-mineur uit 1884
- Symfonie nr. 3 in D-majeur uit 1891
- Symfonie nr. 4 in d-mineur uit 1903
- Symfonie nr. 5, Hardanger, een werk voor recitatief, gemengd koor en orkest op tekst van Henrik  Wergeland
- strijkkwartet
- stukken voor piano
- liederen
- concertstuk voor vijf celli en drie contrabassen
- Adagio in A-majeur voor strijkoctet (4 celli, 4 contrabassen)
- Adagio voor 3 celli, 2 hoorns en contrabas
- Elegie symphonique voor 19 celli en 4 contrabassen)

Er zijn weinig werken van hem in drukvorm verschenen. Bekend zijn die van de cellosonate en de symfonie in d-klein in een arrangement voor twee piano’s.
Twee van zijn dochters kwamen ook in de muziekwereld. Astri Andersen Strömberg (6 maart 1876-11 april 1911) en Ingrid Maria Andersen Borell speelden piano. De laatstgenoemde was ook actrice.
- Bibsys: 15027576
- Gemeinsame Normdatei: 1268473030
- Library of Congress Control Number: n2020041626
- MusicBrainz: 31324141-2a12-4935-b6b1-b2323afdfeb1
- Virtual International Authority File: 128149196452574791329